# Francisco Gaudêncio Sabbas da Costa
Francisco Gaudêncio Sabbas da Costa (São Luís, 25 de novembro de 1829 — São Luís, outubro de 1874) foi um empresário, escritor e dramaturgo brasileiro, tendo trabalhado como servidor da Alfândega em São Luís, Maranhão.

## Biografia
Francisco Gaudêncio Sabbas da Costa era irmão do português João Gualberto, que nascera em 1793 em família nobre e instalou, em 1817, no Maranhão, a primeira fábrica a vapor para beneficiar arroz na então província, denominada Feliz Empresa. Sabbas da Costa tornou-se sócio do empreendimento em 1848.
Casou-se com a soprano italiana Margarida Pinelli Sachero, prima-donna da Companhia Lírica G. Marinangelli. Ela era viúva do tenor italiano Melchior Sachero, esse vítima de febre amarela, após temporada em São Luís.

## Atividade literária
Francisco Gaudêncio Sabbas da Costa integrou o primeiro Grupo Maranhense, clube de escritores maranhenses de tendência eminentemente romântica, entre os quais destacam-se: Gonçalves Dias, Odorico Mendes, João Lisboa, Sotero dos Reis, Trajano Galvão, Belarmino de Matos, Sousândrade, Gentil Braga, Gomes de Sousa, Henriques Leal, César Marques e Cândido Mendes. Esse grupo de escritores conferiria a São Luís o cognome "Atenas Brasileira", representados pela constelação das Plêiades no brasão da capital maranhense.
Entre as obras de Sabbas da Costa, destacam-se:
- Francisco II ou a liberdade na Itália (1861), drama em 5 atos;
- Pedro V ou o moço velho (1862), drama em 5 atos;
- A buena-dicha (1862), comédia em 2 atos, prólogo e epílogo;
- O escritor público (1862), comédia em 1 ato;
- Garibaldi ou o seu primeiro amor;
- O barão de Oiapoque (1863), drama em 3 atos e prólogo;
- Beckman (1866), drama histórico em 7 atos;
- Anjo do mal (1867), drama;
- Os bacharéis (1870), comédia em 3 atos;
- O amor fatal;
- Rosina, romance;
- Revolta, romance histórico;
- Os amigos, romance, em 25 capítulos;
- Jovita, novela, em 3 capítulos;
- Jacy, a lenda maranhense, esboço de romance, em 14 capítulos.

Além disso, Sabbas da Costa teve os seguintes contos publicados em jornais da época:
- O encontro;
- Teatro de São Luís;
- Como nasce o amor;
- Simão Oceano;
- A madrugada;
- Maria do Coração de Jesus;
- O baile;
- O dote;
- O adeus;
- Não brinques;
- Sinfrônio;
- O homem do mal;
- Encontro de Ronda com a Justiça.

É o patrono da cadeira 39 do Instituto Histórico e Geográfico do Maranhão.

## Cronologia
- 25 de novembro de 1829 – Nasce em São Luís do Maranhão Francisco Gaudêncio Sabbas da Costa, filho de João Gualberto da Costa (nobre português que fundara em 1817 a fábrica a vapor “Feliz Empresa” para beneficiamento de arroz) e de Dona Raimunda Afra Lamaignère Frazão da Costa.[2]
- 1848 – Torna-se sócio da “Feliz Empresa”, participando da direção industrial e financeira do primeiro empreendimento a vapor da província do Maranhão.
- Década de 1850 – Inicia carreira como servidor da Alfândega de São Luís, onde exerce funções de conferente e escrivão, acumulando conhecimento sobre comércio exterior e legislação aduaneira.
- 1875 – Casa-se com a soprano italiana Margarida Pinelli Sachero, prima-donna da Companhia Lírica G. Marinangelli, viúva do tenor Melchior Sachero (falecido em São Luís por febre amarela) .
- 1861–1868 – Integra e colabora ativamente no Primeiro Grupo Maranhense, clube literário de influência romântica fundado por Gonçalves Dias, Odorico Mendes, João Lisboa, Sotero dos Reis, Sousândrade e outros, que emprestou a São Luís o apelido de “Atenas Brasileira”.[3]
- 1861 – Estréia como dramaturgo com o drama histórico Francisco II ou a liberdade na Itália, em cinco atos, apresentado no teatro da Alfândega em São Luís.[4]
- 1862 – Publica três peças teatrais: o drama Pedro V ou o moço velho (5 atos), a comédia A buena-dicha (2 atos, prólogo e epílogo) e a comédia O escritor público (1 ato).[5]
- 1863 – Apresenta O barão de Oiapoque, drama em três atos com prólogo, explorando temas de fronteira e colonização amazônica.
- 1866 – Estreia Beckman, drama histórico em sete atos que revisita a revolta dos irmãos Beckman no Maranhão (1684), marcando uma das primeiras tentativas de teatro histórico regional.
- 1867 – Lança Anjo do mal, drama psicológico de caráter sombrio que antecipa influências de realismo; no mesmo ano publica, no Semanário Maranhense, a crônica “O Teatro de São Luís”, importante fonte sobre a história do teatro local.
- 1870 – Realiza com sucesso a comédia Os bacharéis (3 atos), sátira social às elites intelectuais; a peça permanece em cartaz por várias temporadas em teatros regionais.
- Anos 1870 – Compõe romances como Rosina, Revolta (romance histórico), Os amigos (25 capítulos), Jovita (3 capítulos) e esboça Jacy, a lenda maranhense (14 capítulos), ampliando seu campo de atuação para a prosa longa.
- 1875–1882 – A esposa Margarida Pinelli organiza no palacete da família a “Sociedade Musical”, promovendo concertos mensais que aproximam teatro e música em São Luís.
- Outubro de 1874 – Francisco Gaudêncio Sabbas da Costa falece em São Luís, vítima de tuberculose, interrompendo prematuramente sua produção literária e dramática; recebe homenagens póstumas do Instituto Histórico e Geográfico do Maranhão e do Grupo Maranhense.